# Eldgjá
L'Eldgjá, toponyme islandais signifiant littéralement en français « la gorge de feu », est une fissure éruptive d'Islande. Elle appartient au système volcanique du Katla, dans le sud du pays.

## Géographie
L'Eldgjá consiste en une série de cratères allongés et de gorges s'étirant au total sur soixante-quinze kilomètres de longueur, entre le Mýrdalsjökull au sud-ouest et le Vatnajökull au nord-est, à l'est de la réserve naturelle de Fjallabak. L'Eldgjá proprement dite est la gorge de huit kilomètres de longueur située au milieu de la fissure et dans laquelle se précipite la Norðari-Ófæra en formant l'Ófærufoss.
Sa plus grande profondeur est de 270 mètres et sa plus grande largeur de 600 mètres. Son extrémité méridionale est recouverte par le Mýrdalsjökull et le tiers nord-est de la fissure est noyé sous la lave issue de l'éruption du Laki.
La route F208 de Fjallabak syðri qui permet de rejoindre la réserve naturelle de Fjallabak et notamment le Landmannalaugar depuis la côte Sud (Kirkjubæjarklaustur) traverse l'Eldgjá. Un aller-retour sur la courte route F223 qui, partant de la piste principale F208, serpente au fond de la fissure pour rejoindre un parc de stationnement, permet d'accéder à de courts sentiers au cœur de la fissure ; ceux-ci mènent à la double chute d'Ófærufoss.

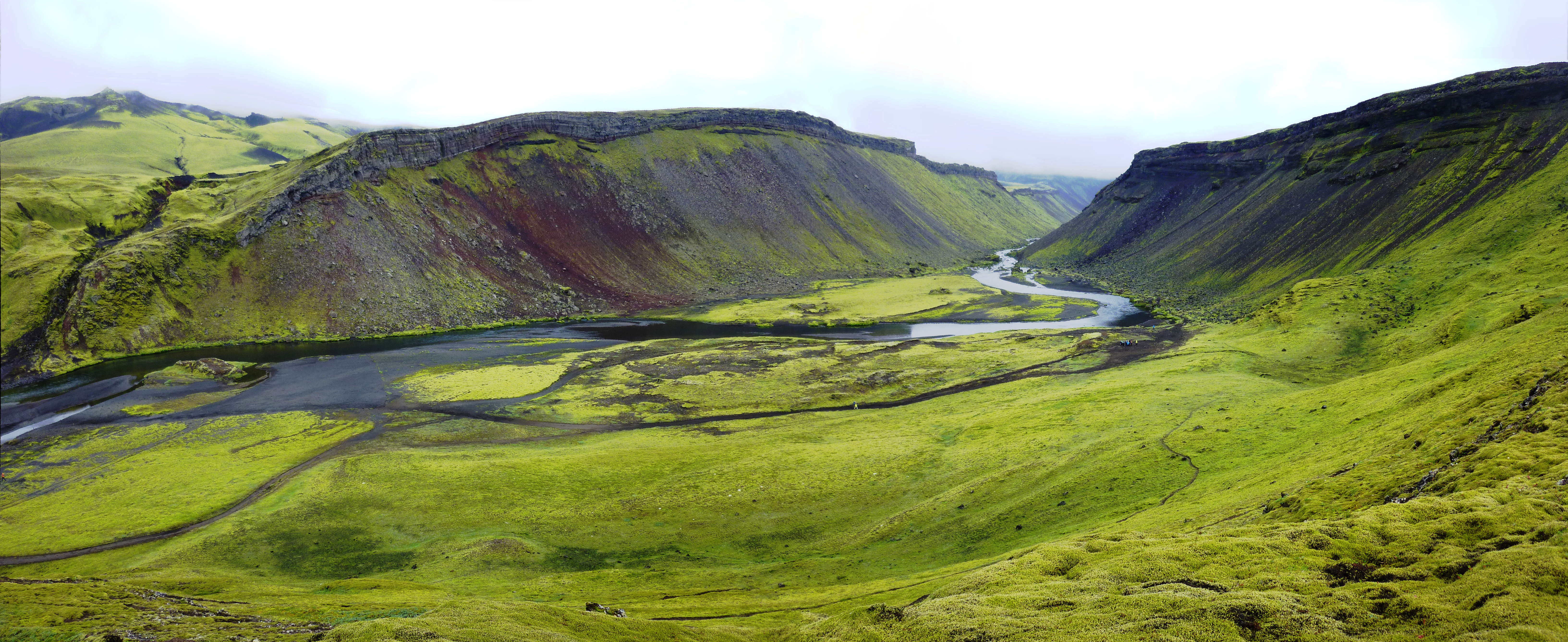
Vue panoramique vers le nord-est depuis le sentier surplombant le parking à la fin de la route F223.
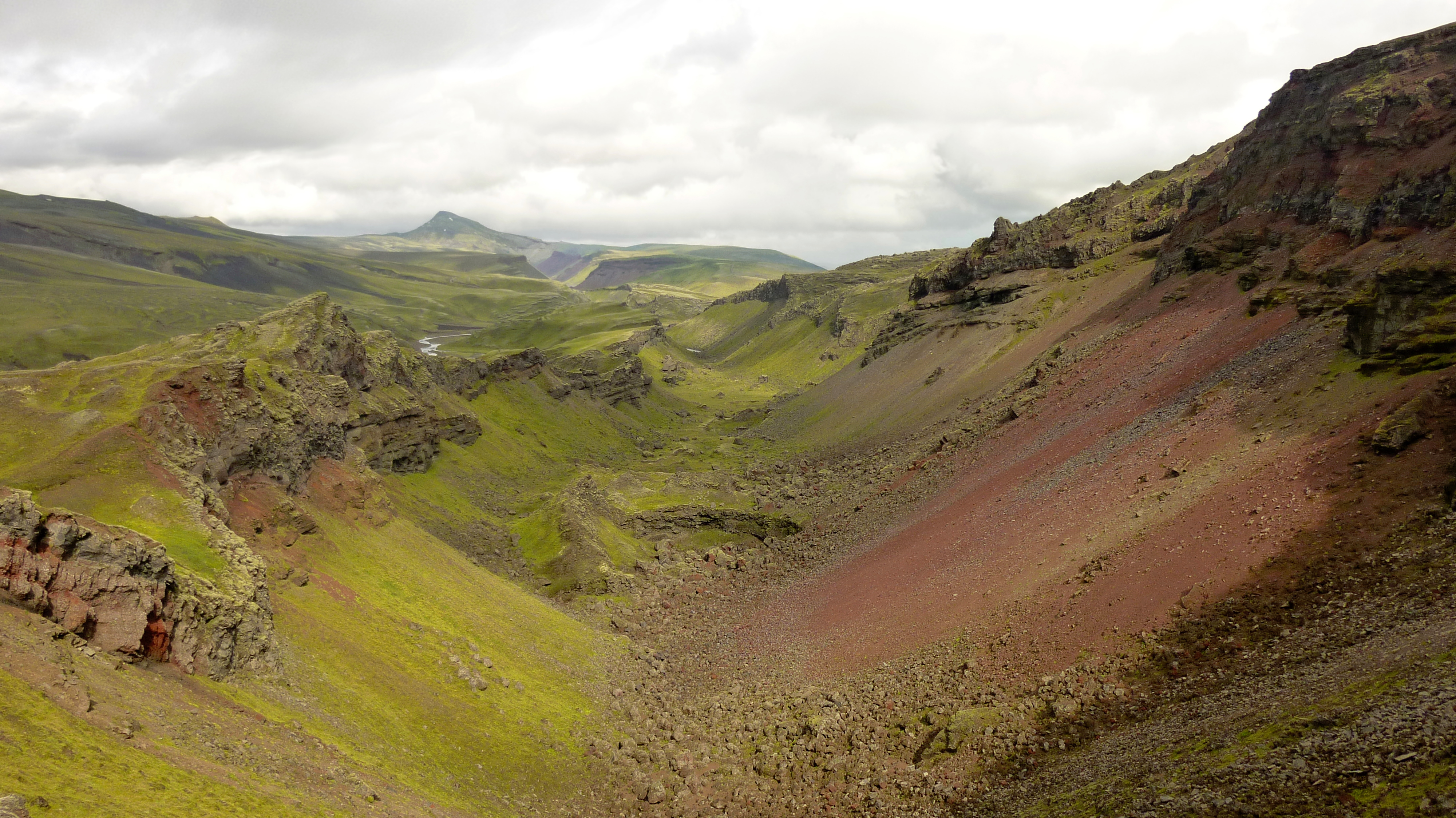
Ensemble de la section traversée par la route F208 vue depuis l'extrémité sud-ouest du canyon.
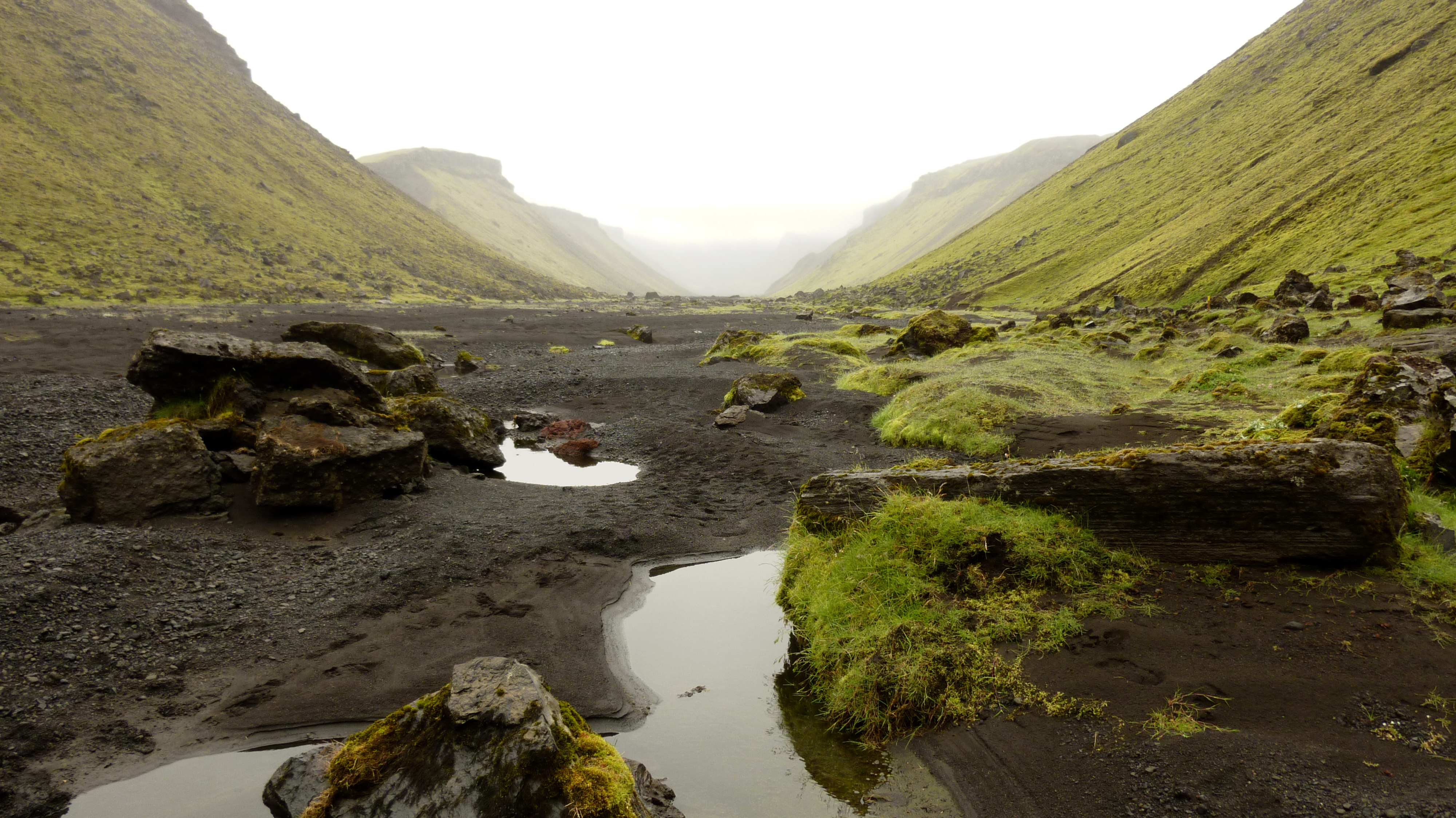
Sable noir et mousse sur le chemin allant vers l'Ófærufoss.

## Histoire
Dans sa forme actuelle, la fissure est issue d'une éruption historique majeure dans le système volcanique du Katla qui débute en 934. En six ans d'éruption, 19,5 km3 de lave se sont épanchés sur une superficie de 781 km2. La production de téphras est estimée à 1,5 km3 et celle de dioxyde de soufre à 219 millions de tonnes. En Islande, cet événement volcanique majeur est probablement le deuxième plus grand épanchement basaltique de l'Holocène après celui de la Þjórsá.

### Sources
- (en) Ari Trausti Guðmundsson, Volcanoes in Iceland : 10,000 Years of Volcanic History, Reykjavík, Vaka - helgafell, 1996, 136 p. (ISBN 9979-2-0348-X)Ouvrage de vulgarisation sur les principaux volcans d'Islande
- (is) Ari Trausti Guðmundsson, Íslenskar Eldstöðvar, Reykjavík, Vaka - helgafell, 2001, 320 p. (ISBN 9979-2-1596-8)Ouvrage de vulgarisation sur les principaux volcans d'Islande